# WTA Finals 2014
Le WTA Finals 2014 (conosciute anche come BNP Paribas WTA Finals) sono state un torneo di tennis che si è giocato a Singapore dal 17 al 26 ottobre. Il torneo si è disputato al Singapore Indoor Stadium. Il Masters femminile, dotato di un montepremi di 6.500.000 dollari, ha visto in campo le migliori otto giocatrici di singolare della stagione, divise in due gironi (con la formula del round robin).

## Qualificate

### Singolare
| Ranking | Giocatrice          | Punti | Tornei | Data qualificazione |
| ------- | ------------------- | ----- | ------ | ------------------- |
| 1       | Serena Williams     | 7 146 | 17     | 5 settembre         |
| 2       | Marija Šarapova     | 6 680 | 15     | 9 settembre         |
| 3       | Petra Kvitová       | 5 597 | 18     | 27 settembre        |
| 4       | Simona Halep        | 5 403 | 19     | 15 settembre        |
| 5       | Eugenie Bouchard    | 4 523 | 22     | 2 ottobre           |
| 6       | Agnieszka Radwańska | 4 441 | 20     | 2 ottobre           |
| 7       | Ana Ivanović        | 4 390 | 21     | 2 ottobre           |
| 8       | Caroline Wozniacki  | 4 045 | 19     | 2 ottobre           |

Il 5 settembre si qualifica Serena Williams per il singolare.

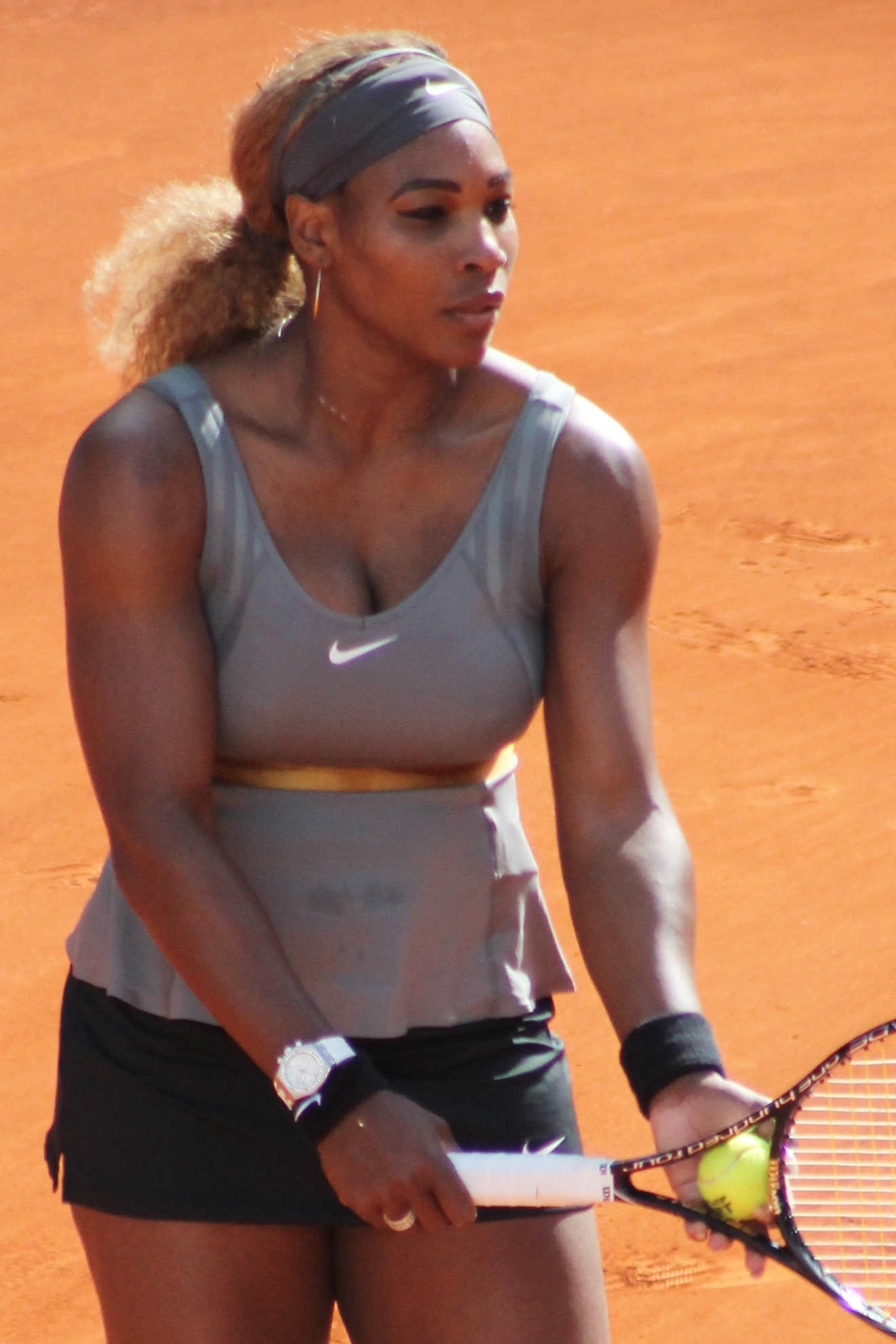
Serena Williams ha vinto il suo diciottesimo Slam agli US Open

Serena Williams inizia la stagione con la vittoria del torneo di Brisbane contro Viktoryja Azaranka per 6-4, 7-5. Prosegue vincendo il suo settimo titolo a Miami battendo in finale Na Li col punteggio di 7-5, 6-1. Continua la sua striscia di vittorie conquistando gli Internazionali d'Italia ai danni di un'infortunata Sara Errani per 6-3, 6-0. Vince il quarto titolo dell'anno sconfiggendo nella finale del Bank of the West Classic la tedesca Angelique Kerber per 7-6(1), 6-3. In agosto ottiene le vittorie più importanti, conquista infatti il Western & Southern Open sconfiggendo per 6-4, 6-1 Ana Ivanović, e a fine mese riesce a tornare alla vittoria anche in uno Slam grazie al trionfo a New York sulla Wozniacki con un doppio 6-3.
Il 9 settembre si qualifica Marija Šarapova per il singolare.

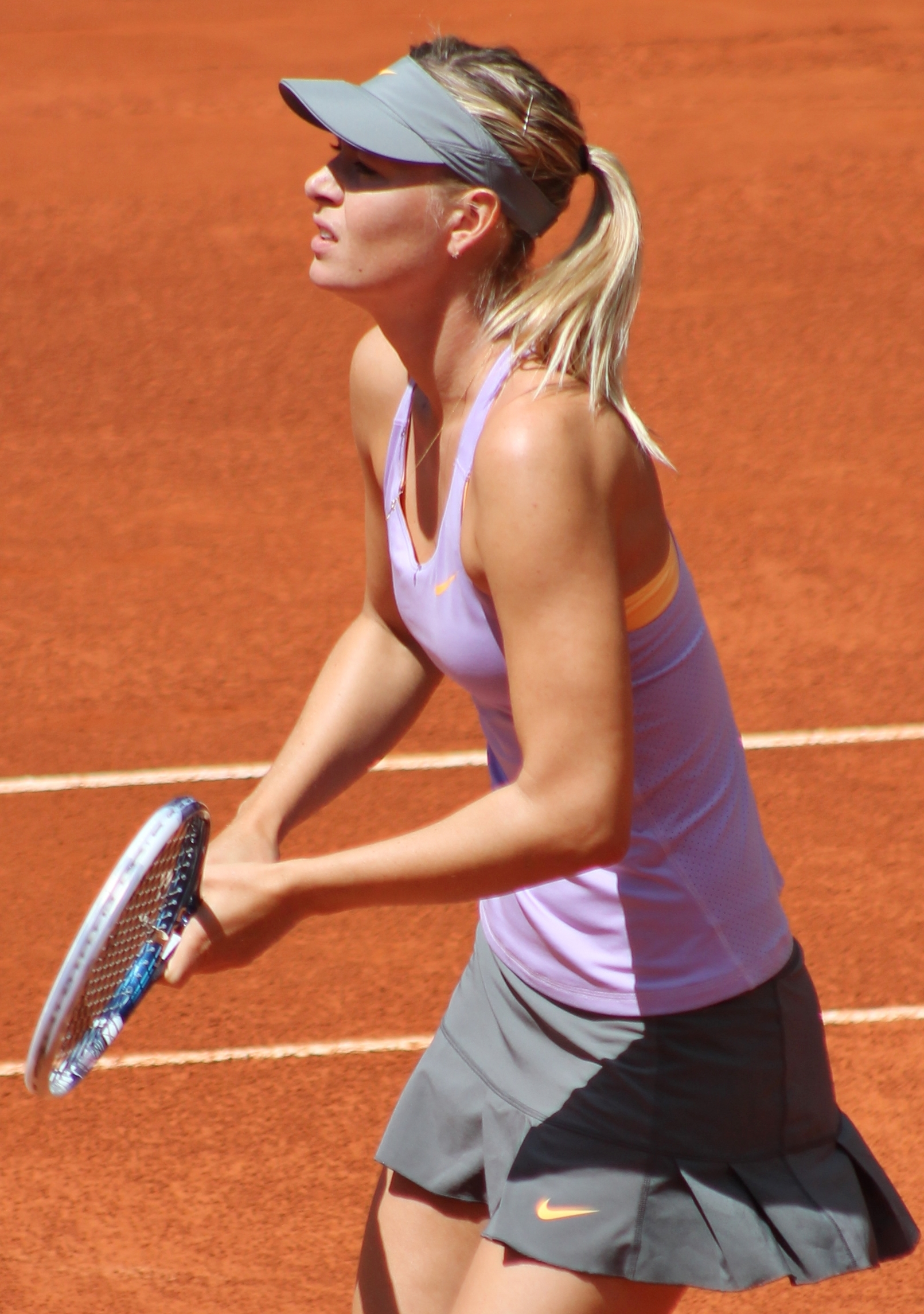
Marija Šarapova ha conquistato il Roland Garros per la seconda volta in carriera

Marija Šarapova inizia la stagione lentamente, raggiunge la prima finale in aprile quando riesce a vincere il torneo di Stoccarda sconfiggendo in rimonta Ana Ivanović col punteggio finale di 3-6, 6-4, 6-1. Continuano gli ottimi risultati su terra rossa dove conquista il torneo Premier di Madrid ancora una volta rimontando un set e chiudendo con il punteggio di 1-6, 6-2, 6-3 su Simona Halep. Lo scontro con la rumena si ripete poche settimane dopo sul più prestigioso torneo su terra rossa e anche a Parigi vince la russa in tre set conquistando così il quinto Slam in carriera. Sul finire di stagione riesce a vincere il China Open sconfiggendo Petra Kvitová per 6-4, 2-6, 6-3 e tornando così al secondo posto in classifica.
Il 15 settembre viene assegnato il terzo posto disponibile a Simona Halep.

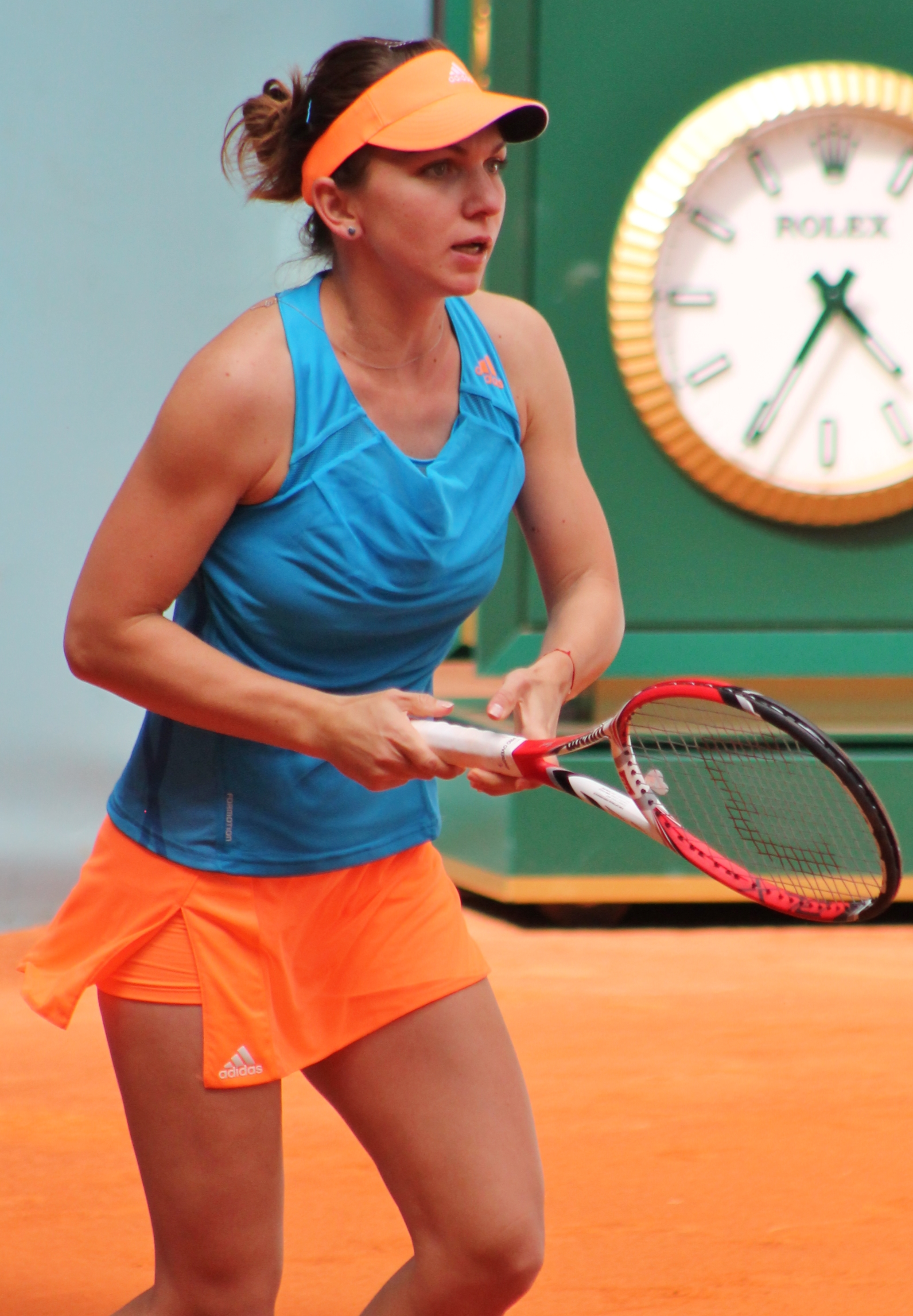
Simona Halep gioca la prima finale Slam in carriera, a Parigi

Simona Halep inizia la stagione raggiungendo i quarti di finale agli Australian Open, a febbraio vince il primo torneo stagionale grazie al 6-2, 6-3 rifilato ad Angelique Kerber sui campi del Qatar Total Open. A marzo raggiunge le semifinali sul cemento di Indian Wells ma i risultati migliori li ottiene sulla terra rossa. È stata infatti la principale antagonista della Šarapova, le due si sono scontrate in finale a Madrid e al Roland Garros ma in entrambi i casi la russa è riuscita a rimontare e vincere l'incontro. Sull'erba di Wimbledon riesce a raggiungere le semifinali dove viene sconfitta dalla canadese Eugenie Bouchard in due set. Vince il secondo titolo stagionale a luglio sulla terra di Bucarest dove supera con un netto 6-1, 6-3 Roberta Vinci.
Il 27 settembre Petra Kvitová diventa la quarta giocatrice a qualificarsi.

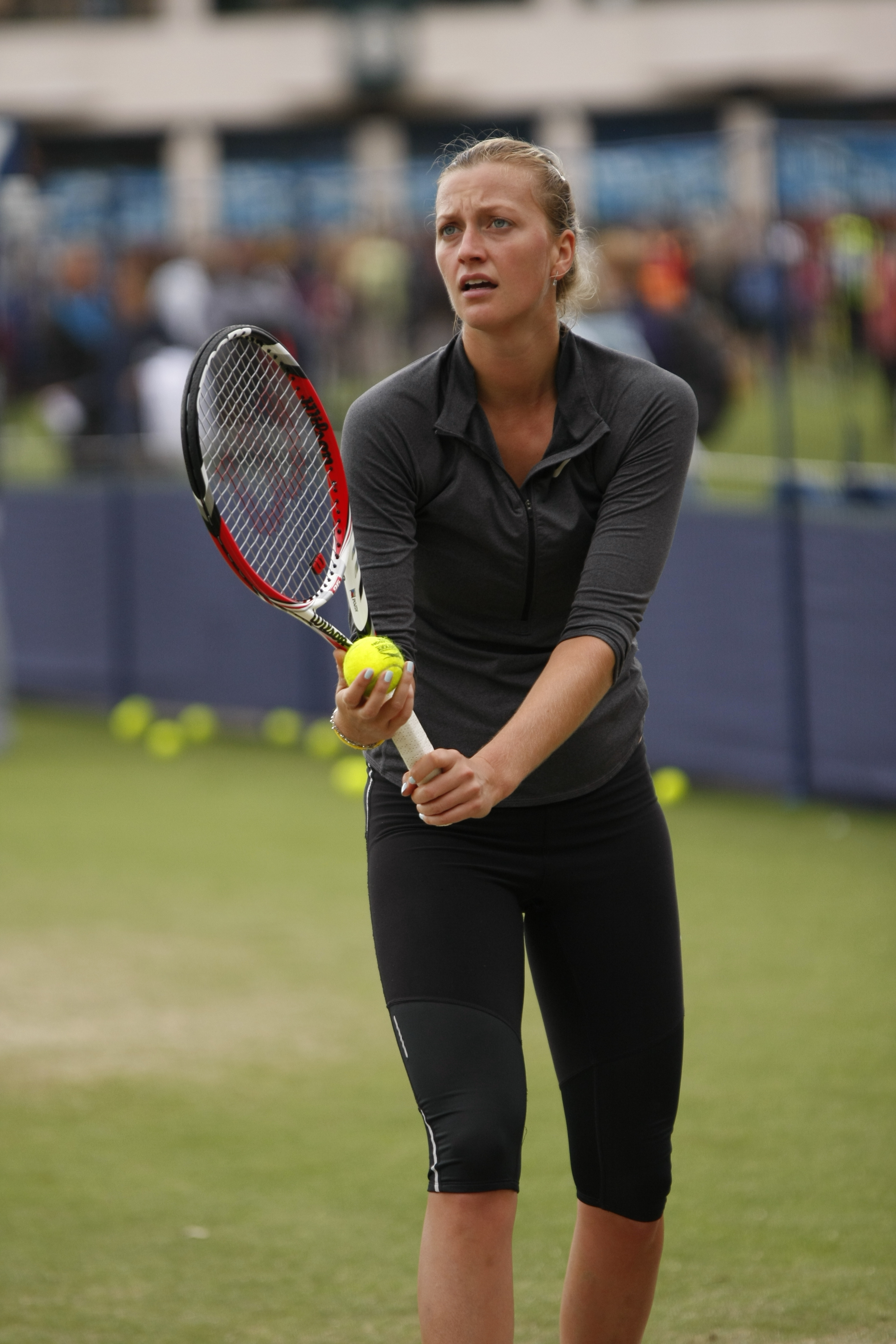
Petra Kvitová conquista il suo secondo Wimbledon in carriera

Petra Kvitová ha iniziato la stagione sottotono, raggiunge la semifinale a Sydney e si ripete mesi dopo a Madrid. A sorpresa ha conquistato Wimbledon confermando l'attitudine per l'erba londinese su cui aveva già vinto nel 2011. La finale del torneo ha visto la Kvitová sconfiggere con un netto 6-3, 6-0 la canadese Eugenie Bouchard.
I risultati si mantengono su buoni livelli nel finale di stagione, vince i tornei di New Haven sulla Rybarikova e soprattutto il Premier 5 di Wuhan sconfiggendo nuovamente la Bouchard.
Le ultime quattro tenniste a qualificarsi lo hanno fatto il due ottobre: sono Eugenie Bouchard, Agnieszka Radwańska, Ana Ivanović e Caroline Wozniacki.

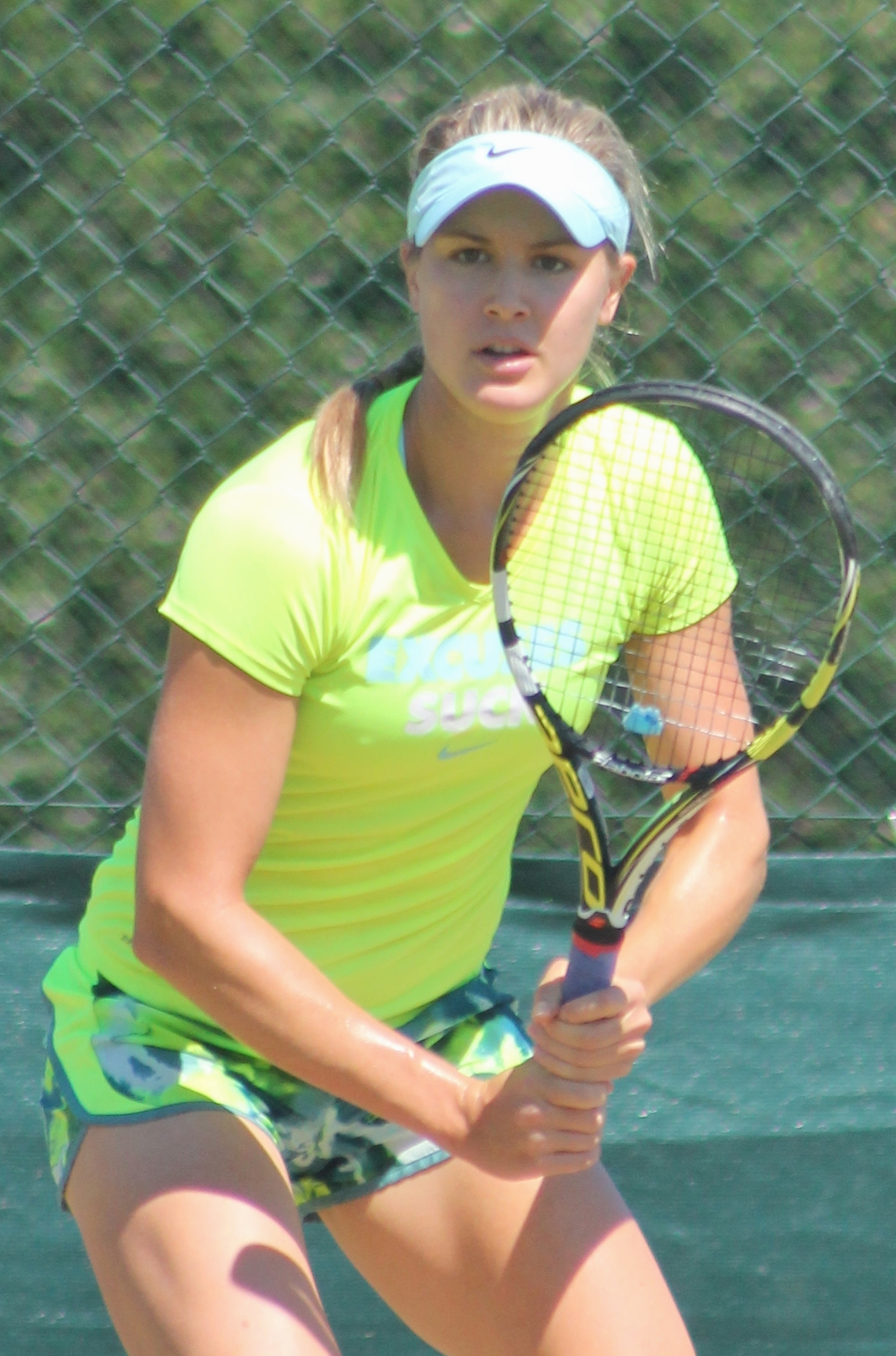
Eugenie Bouchard raggiunge la finali di Wimbledon

Eugenie Bouchard alla prima stagione completa tra le professioniste si fa notare particolarmente nei grandi eventi. Al suo esordio assoluto negli Australian Open raggiunge le semifinali dopo aver eliminato nei quarti Ana Ivanović mentre sulla terra rossa di Norimberga ha vinto il primo titolo in carriera superando in tre set Karolína Plíšková. Al secondo Slam stagionale raggiunge nuovamente le semifinali eliminando sulla sua strada le più quotate Kerber e Suárez Navarro prima di arrendersi alla futura campionessa Marija Šarapova. A settembre gioca la sua prima finale Premier, a Wuhan dove si arrende in due set a Petra Kvitová.

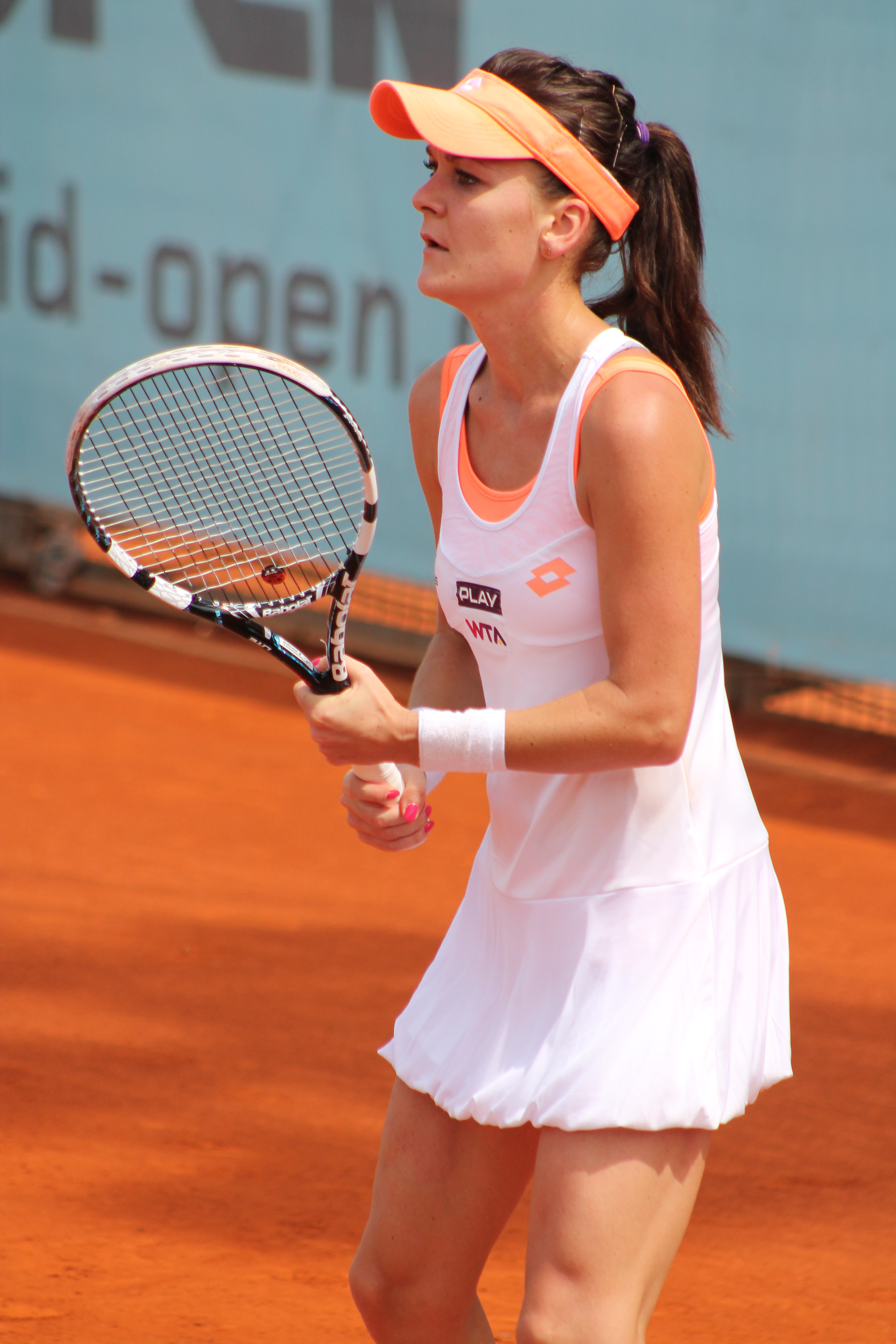
Agnieszka Radwańska si qualifica per la sesta volta al Masters

Agnieszka Radwańska non è riuscita a mantenere nel 2013 il livello che le aveva permesso nelle stagioni precedenti di salire fino alla seconda posizione mondiale. Inizia l'anno con la semifinale raggiunta a Melbourne dove è stata sconfitta da Dominika Cibulková. Si ferma nuovamente in semifinale a Doha, sconfitta dalla Halep, mentre ad Indian Wells arriva fino all'incontro per il titolo dove viene sconfitta per 6-2, 6-1 da Flavia Pennetta. In agosto vince il suo unico titolo stagionale grazie alla vittoria su Venus Williams nella finale della Rogers Cup.

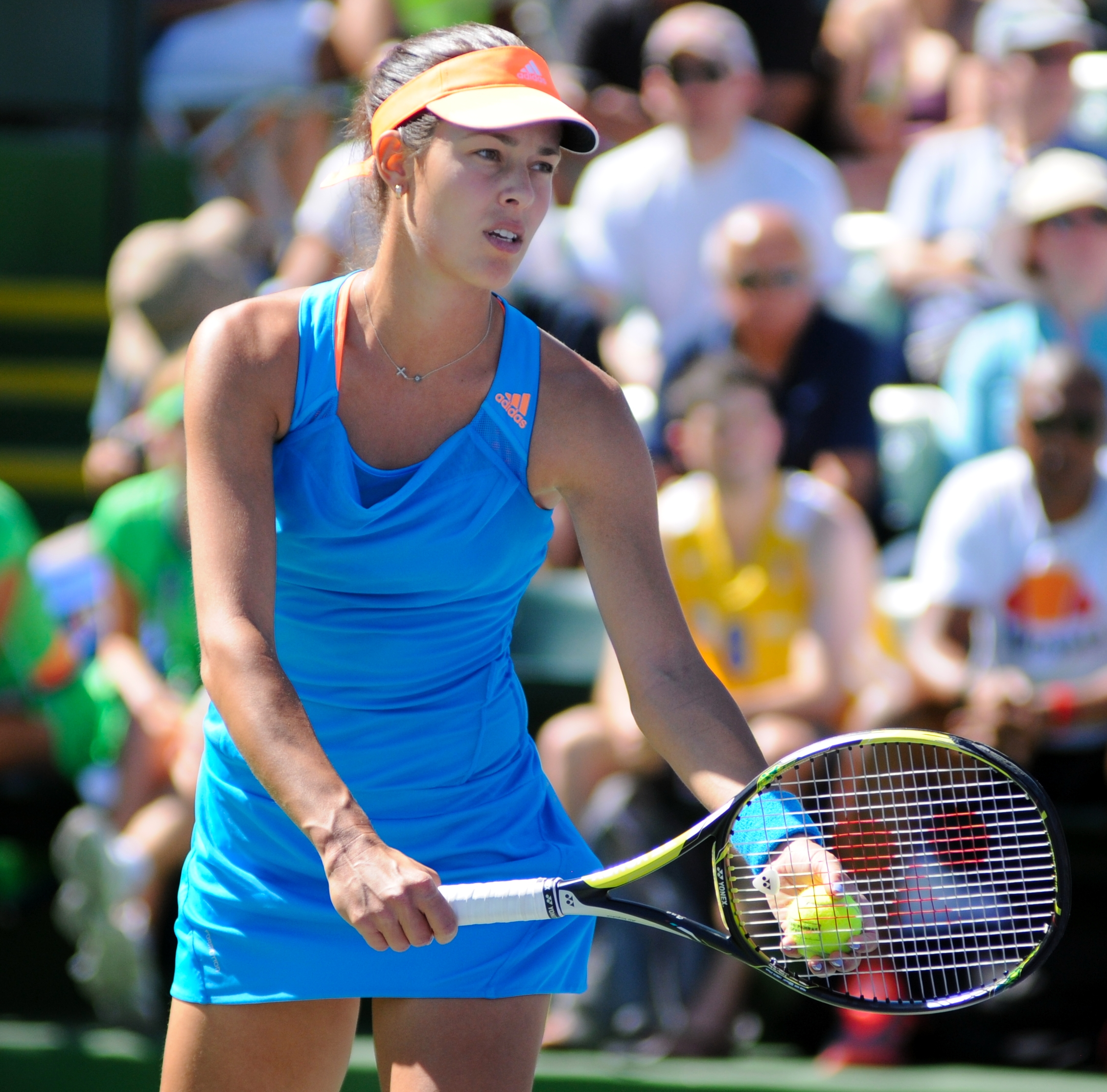
Ana Ivanović ha vinto quattro titoli in stagione

Ana Ivanović inizia l'anno con la vittoria ad Auckland su Venus Williams, ripete il successo a Monterrey dove sconfigge nettamente in due set la connazionale Jakšić. Sulla terra rossa di Stoccarda viene sconfitta dalla Šarapova nonostante fosse stata in vantaggio di un set mentre sull'erba di Birmingham arriva il terzo successo stagionale ai danni della ceca Barbora Záhlavová-Strýcová. Nel finire di stagione perde la finale di Cincinnati contro Serena Williams mentre trionfa a Tokyo sconfiggendo in due set la danese Caroline Wozniacki.

Caroline Wozniacki si qualifica per la quarta volta al Masters

Caroline Wozniacki ottiene la qualificazione principalmente grazie alla seconda parte di stagione in cui è tornata ad alti livelli. A luglio ha conquistato il titolo a Istanbul superando con un doppio 6-1 Roberta Vinci mentre a fine agosto torna in finale agli US Open dopo l'esperienza del 2009 ma ancora una volta è costretta ad arrendersi, vince Serena Williams con un doppio 6-3. Raggiunge un'altra finale, a Tokyo, ma viene sconfitta dall'Ivanović

### Doppio
| Ranking | Giocatrici                            | Punti | Tornei | Data qualificazione |
| ------- | ------------------------------------- | ----- | ------ | ------------------- |
| 1       | Sara Errani Roberta Vinci             | 9 315 | 18     | 11 luglio           |
| 2       | Hsieh Su-wei Peng Shuai               | 5 262 | 12     | 10 settembre        |
| 3       | Cara Black Sania Mirza                | 5 185 | 21     | 22 settembre        |
| 4       | Ekaterina Makarova Elena Vesnina      | 5 130 | 13     | 10 settembre        |
| 5       | Raquel Kops-Jones Abigail Spears      | 4 240 | 21     | 25 settembre        |
| 6       | Květa Peschke Katarina Srebotnik      | 3 950 | 18     | 2 ottobre           |
| 7       | Garbiñe Muguruza Carla Suárez Navarro | 3 515 | 12     | 5 ottobre           |
| 8       | Alla Kudrjavceva Anastasija Rodionova | 3 410 | 21     | 12 ottobre          |

Le prime tenniste a qualificarsi per il Masters sono state le italiane Sara Errani e Roberta Vinci che hanno ottenuto l'accesso nel doppio l'11 luglio.
Sara Errani e Roberta Vinci hanno una stagione eccellente dove vincono cinque titoli su otto finali. Iniziano la stagione con la finale persa a Sydney ma si rifanno la settimana dopo vincendo per la seconda volta consecutiva gli Australian Open grazie alla vittoria per 6-4, 3-6, 7-5 sulla coppia Makarova-Vesnina. Inizia bene anche la stagione su terra, vincono infatti a Stoccarda sulla coppia Black-Mirza e a Madrid sulla coppia spagnola Muguruza-Suárez Navarro. Nella finale degli Internazionali d'Italia sono costrette al ritiro contro Květa Peschke e Katarina Srebotnik mentre a parigi vengono sconfitte da Hsieh Su-wei e Peng Shuai.
A Wimbledon riescono a vincere il secondo Slam stagionale e a completare così il Career Grand Slam mentre in agosto riescono a conquistare la Rogers Cup ai danni di Cara Black e Sania Mirza.
Il 10 settembre altre due coppie si qualificano per il torneo di fine anno, Makarova-Vesnina e Hsieh-Peng.
Ekaterina Makarova e Elena Vesnina hanno giocato tre finali di cui due negli Slam. Raggiungono la prima agli Australian Open dove vengono sconfitte da Sara Errani e Roberta Vinci, a Miami si arrendono a Martina Hingis e Sabine Lisicki per 4-6, 6-4, [10-5].
Trionfano finalmente nell'ultimo Slam dell'anno, nella finale degli US Open hanno la meglio sulla coppia Hingis-Pennetta.
Hsieh Su-wei e Peng Shuai vincono il Premier di Doha su Květa Peschke e Katarina Srebotnik con un netto 6-4, 6-0 mentre il mese successivo trionfano a Miami sulla coppia Black-Mirza. A fine maggio vincono il Roland Garros superando Sara Errani e Roberta Vinci per 6-4, 6-1 ma decidono di separarsi, il Masters sarà l'ultimo torneo giocato insieme.
Il 22 settembre si qualificano Cara Black e Sania Mirza e Hsieh-Peng.
Cara Black e Sania Mirza hanno giocato ben sette finali in stagione. La prima la raggiungono a Miami dove vengono sconfitte da Hsieh Su-wei e Peng Shuai, perdono in finale anche a Stoccarda dalla coppia Errani-Vinci. Vincono il torneo di Oeiras mentre in agosto perdono la finale della Rogers Cup sempre contro Errani-Vinci.
A Tokyo riescono a difendere il titolo dell'anno precedente sconfiggendo per 6-2, 7-5 la coppia Muguruza-Suárez Navarro mentre a Pechino vengono sconfitte da Andrea Hlaváčková e Peng Shuai.
Il 25 settembre la coppia costituita da Raquel Kops-Jones e Abigail Spears si qualifica per il Masters.
Raquel Kops-Jones e Abigail Spears hanno giocato tre finali, la prima a Dubai dove vengono sconfitte da Alla Kudrjavceva e Anastasija Rodionova. Vincono i titoli a Birmingham sulla coppia di Barty-Dellacqua e a Cincinnati su Tímea Babos e Kristina Mladenovic.
Il 2 ottobre si qualificano Květa Peschke e Katarina Srebotnik.
Květa Peschke e Katarina Srebotnik hanno giocato due finali in stagione, a Doha vengono sconfitte da Hsieh Su-wei e Peng Shuai per 6-4, 6-0 mentre riescono a vincere il titolo agli Internazionali d'Italia grazie al ritiro di Sara Errani e Roberta Vinci.
Il 5 ottobre si qualifica la coppia spagnola formata da Garbiñe Muguruza e Carla Suárez Navarro.
Garbiñe Muguruza e Carla Suárez Navarro hanno giocato tre finali nel 2014, a Madrid vengono sconfitte dalla coppia Errani-Vinci mentre riescono a vincere il torneo di Stanford sulla coppia formata da Paula Kania e Kateřina Siniaková. Arrivano in finale anche a Tokyo dove vengono sconfitte da Cara Black e Sania Mirza.
Il 12 ottobre si qualifica l'ultima coppia formata da Alla Kudrjavceva e Anastasija Rodionova.
Alla Kudryavtseva e Anastasia Rodionova hanno giocato quattro finali, la prima riescono a vincerla a Brisbane su Kristina Mladenovic e Galina Voskoboeva. A Pattaya vengono sconfitte da Peng Shuai e Zhang Shuai mentre a Dubai superano per 6-2, 5-7, [10-8] la coppia formata da Raquel Kops-Jones e Abigail Spears. A ottobre vincono la finale del Tianjin Open sulla coppia Cîrstea-Klepač.

## Gruppi
Nel gruppo rosso sono state inserite Serena Williams, Simona Halep, Eugenie Bouchard e Ana Ivanović. Nel gruppo bianco si affrontano invece Marija Šarapova, Petra Kvitová, Agnieszka Radwańska e Caroline Wozniacki.

## Testa a testa
|   |                     | Williams | Šarapova | Kvitová | Halep | Bouchard | Radwańska | Ivanović | Wozniacki | Totale* |
| 1 | Serena Williams     |          | 16–2     | 5–0     | 3–0   | 1–0      | 8–0       | 7–1      | 9–1       | 49–4    |
| 2 | Marija Šarapova     | 2–16     |          | 6–2     | 5–0   | 3–0      | 10–2      | 9–4      | 5–3       | 40–27   |
| 3 | Petra Kvitová       | 0–5      | 2–6      |         | 0–2   | 3–0      | 5–1       | 3–4      | 4–4       | 17–22   |
| 4 | Simona Halep        | 0–3      | 0–5      | 2–0     |       | 1–1      | 2–4       | 2–1      | 1–1       | 8–15    |
| 5 | Eugenie Bouchard    | 0–1      | 0–3      | 0–3     | 1–1   |          | 0–1       | 2–0      | 1–0       | 4–9     |
| 6 | Agnieszka Radwańska | 0–8      | 2–10     | 1–5     | 4–2   | 1–0      |           | 7–3      | 4–6       | 19–34   |
| 7 | Ana Ivanović        | 1–7      | 4–9      | 4–3     | 1–2   | 0–2      | 3–7       |          | 5–2       | 18–32   |
| 8 | Caroline Wozniacki  | 1–9      | 3–5      | 4–4     | 1–1   | 0–1      | 6–4       | 2–5      |           | 17–29   |

* aggiornato al 7 ottobre 2014

## Calendario

### Giorno 1 (17 ottobre)
| Incontri                 | Incontri         | Incontri          | Incontri         |
| Evento                   | Vincitrice       | Perdente          | Punteggio        |
| ------------------------ | ---------------- | ----------------- | ---------------- |
| Rising Stars Round Robin | Mónica Puig [2]  | Zarina Dijas [1]  | 7–5, 6–2         |
| Rising Stars Round Robin | Zheng Saisai [4] | Shelby Rogers [3] | 2–6, 6–2, [10–6] |

### Giorno 2 (18 ottobre)
| Incontri                 | Incontri          | Incontri         | Incontri            |
| Evento                   | Vincitrice        | Perdente         | Punteggio           |
| ------------------------ | ----------------- | ---------------- | ------------------- |
| Rising Stars Round Robin | Shelby Rogers [3] | Zarina Dijas [1] | 6–1, 6–3            |
| Rising Stars Round Robin | Mónica Puig [2]   | Zheng Saisai [4] | 7–6(3), 4–6, [10–6] |

### Giorno 3 (19 ottobre)
| Incontri                 | Incontri         | Incontri          | Incontri               |
| Evento                   | Vincitrice       | Perdente          | Punteggio              |
| ------------------------ | ---------------- | ----------------- | ---------------------- |
| Rising Stars Round Robin | Zheng Saisai [4] | Zarina Dijas [1]  | 7–6(4), 6(2)–7, [10–5] |
| Rising Stars Round Robin | Mónica Puig [2]  | Shelby Rogers [3] | 6–3, 6(4)–7, [11–9]    |

### Giorno 4 (20 ottobre)
| Incontri              | Incontri      | Incontri                           | Incontri                | Incontri  |
| Evento                | Gruppo        | Vincitrice                         | Perdente                | Punteggio |
| --------------------- | ------------- | ---------------------------------- | ----------------------- | --------- |
| Doppio Leggende       | Nessun gruppo | Marion Bartoli Martina Navrátilová | Tracy Austin Iva Majoli | 8–5       |
| Singolare Round Robin | Gruppo rosso  | Serena Williams [1]                | Ana Ivanović [7]        | 6–4, 6–4  |
| Singolare Round Robin | Gruppo rosso  | Simona Halep [4]                   | Eugenie Bouchard [5]    | 6–2, 6–3  |

### Giorno 5 (21 ottobre)
| Incontri              | Incontri      | Incontri                | Incontri            | Incontri            |
| Evento                | Gruppo        | Vincitrice              | Perdente            | Punteggio           |
| --------------------- | ------------- | ----------------------- | ------------------- | ------------------- |
| Finale Rising Stars   | Nessun gruppo | Mónica Puig [2]         | Zheng Saisai [4]    | 6–4, 6–3            |
| Singolare Round Robin | Gruppo bianco | Caroline Wozniacki [8]  | Marija Šarapova [2] | 7–6(4), 6(5)–7, 6–2 |
| Singolare Round Robin | Gruppo bianco | Agnieszka Radwańska [6] | Petra Kvitová [3]   | 6–2, 6–3            |

### Giorno 6 (22 ottobre)
| Incontri                | Incontri      | Incontri                              | Incontri                                 | Incontri         |
| Evento                  | Gruppo        | Vincitrici                            | Perdente                                 | Punteggio        |
| ----------------------- | ------------- | ------------------------------------- | ---------------------------------------- | ---------------- |
| Quarti di finale doppio | Nessun gruppo | Alla Kudrjavceva Anastasija Rodionova | Ekaterina Makarova [4] Elena Vesnina [4] | 4–6, 6–2, [10–6] |
| Singolare Round Robin   | Gruppo rosso  | Simona Halep [4]                      | Serena Williams [1]                      | 6–0, 6–2         |
| Singolare Round Robin   | Gruppo rosso  | Ana Ivanović [7]                      | Eugenie Bouchard [5]                     | 6–1, 6–3         |
| Quarti di finale doppio | Nessun gruppo | Peng Shuai [2] Hsieh Su-wei [2]       | Garbiñe Muguruza Carla Suárez Navarro    | 6–4, 6–1         |
| Doppio leggende         | Nessun gruppo | Tracy Austin Marion Bartoli           | Iva Majoli Martina Navrátilová           | 8–4              |

### Giorno 7 (23 ottobre)
| Incontri                | Incontri      | Incontri                       | Incontri                         | Incontri          |
| Evento                  | Gruppo        | Vincitrici                     | Perdente                         | Punteggio         |
| ----------------------- | ------------- | ------------------------------ | -------------------------------- | ----------------- |
| Singolare Round Robin   | Gruppo bianco | Caroline Wozniacki [8]         | Agnieszka Radwańska [6]          | 7-5, 6-3          |
| Singolare Round Robin   | Gruppo bianco | Petra Kvitová [3]              | Marija Šarapova [2]              | 6-3, 6-2          |
| Singolare Round Robin   | Gruppo rosso  | Serena Williams [1]            | Eugenie Bouchard [5]             | 6-1, 6-1          |
| Quarti di finale doppio | Nessun gruppo | Cara Black [3] Sania Mirza [3] | Raquel Kops-Jones Abigail Spears | 6–3, 2–6, [12–10] |
| Doppio leggende         | Nessun gruppo | Marion Bartoli Iva Majoli      | Tracy Austin Martina Navrátilová | 8-3               |

### Giorno 8 (24 ottobre)
| Incontri                | Incontri      | Incontri                         | Incontri                          | Incontri         |
| Evento                  | Gruppo        | Vincitrici                       | Perdente                          | Punteggio        |
| ----------------------- | ------------- | -------------------------------- | --------------------------------- | ---------------- |
| Singolare Round Robin   | Gruppo bianco | Marija Šarapova [2]              | Agnieszka Radwańska [6]           | 7–5, 6(4)–7, 6–2 |
| Singolare Round Robin   | Gruppo bianco | Caroline Wozniacki [8]           | Petra Kvitová [3]                 | 6–2, 6–3         |
| Singolare Round Robin   | Gruppo rosso  | Ana Ivanović [7]                 | Simona Halep [4]                  | 7–6(7), 3–6, 6–3 |
| Quarti di finale doppio | Nessun gruppo | Květa Peschke Katarina Srebotnik | Sara Errani [1] Roberta Vinci [1] | 2–1 rit.         |

### Giorno 9 (25 ottobre)
| Incontri             | Incontri      | Incontri                        | Incontri                              | Incontri         |
| Evento               | Gruppo        | Vincitrici                      | Perdente                              | Punteggio        |
| -------------------- | ------------- | ------------------------------- | ------------------------------------- | ---------------- |
| Semifinale doppio    | Nessun gruppo | Su-Wei Hsieh [2] Shuai Peng [2] | Alla Kudrjavceva Anastasija Rodionova | 6–1, 6–4         |
| Semifinale singolare | Nessun gruppo | Serena Williams [1]             | Caroline Wozniacki [8]                | 2–6, 6–3, 7–6(6) |
| Semifinale singolare | Nessun gruppo | Simona Halep [4]                | Agnieszka Radwańska [6]               | 6-2, 6-2         |
| Semifinale doppio    | Nessun gruppo | Cara Black [3] Sania Mirza [3]  | Květa Peschke Katarina Srebotnik      | 4-6, 7-5, [11-9] |

### Giorno 10 (26 ottobre)
| Incontri         | Incontri      | Incontri                       | Incontri                        | Incontri  |
| Evento           | Gruppo        | Vincitrici                     | Perdente                        | Punteggio |
| ---------------- | ------------- | ------------------------------ | ------------------------------- | --------- |
| Finale doppio    | Nessun gruppo | Cara Black [3] Sania Mirza [3] | Hsieh Su-wei [2] Peng Shuai [2] | 6-1, 6-0  |
| Finale singolare | Nessun gruppo | Serena Williams [1]            | Simona Halep [4]                | 6-3, 6-0  |

## Campioni

### Singolare
Serena Williams ha sconfitto in finale  Simona Halep per 6-3, 6-0.
- È il sessantaquattresimo titolo in carriera per la Williams, il settimo del 2014 e il quinto Masters in totale.

### Doppio
Cara Black /  Sania Mirza hanno sconfitto in finale  Peng Shuai /  Hsieh Su-wei per 6-1, 6-0.